# Alex Jones
Pour les articles homonymes, voir Alex Jones (homonymie) et Jones.
Alexander Emerick Jones, dit Alex Jones /ˈælɪks d͡ʒoʊnz/, né le 11 février 1974 à Dallas, est un animateur de radio, réalisateur et acteur américain. Il a fait fortune en diffusant des théories du complot sur son site InfoWars, lequel est devenu une plate-forme de distribution très lucrative proposant divers produits tels que du matériel de survie contre l'apocalypse et des produits diététiques dont la publicité mensongère lui a valu des poursuites.
Proche des milieux républicains les plus conservateurs,,,, il se considère lui-même comme libertarien ainsi que paléo-conservateur et partisan d'une lecture littérale de la Constitution des États-Unis,,,.

## Biographie
Alexander Emerick Jones naît à Dallas, troisième plus grande ville de l'État du Texas. Il grandit dans la banlieue de celle-ci. Il est « fils d'un dentiste et d'une mère au foyer ».
En 1993, il vient de terminer ses études secondaires lorsque le siège de Waco, à deux heures de voiture de Dallas, a lieu. Comme il le reconnaît lui-même, cet épisode l'inspire et le motive à engager une croisade contre le gouvernement américain, il fondera en 1998 un nouvelle Église davidienne, en hommage à la secte ayant provoqué le siège de Waco. Il est conforté dans sa décision par l'attentat d'Oklahoma City, deux ans plus tard, qu'il croit être un false flag perpétré par la police fédérale plutôt que par Timothy McVeigh,.
Dès sa sortie du lycée, il travaille comme animateur dans une radio locale où il répand ses théories complotistes dans les émissions qu'il anime. En 1996, son émission de télévision sur le câble est reprise par plusieurs chaînes. Deux ans plus tard, il sort son premier film, America Destroyed by Design. En 1999, licencié en raison de ses propos, il fonde, avec sa femme de l'époque Kelly Jones, InfoWars, sa propre plate-forme en ligne, qui deviendra un site d'extrême droite spécialisé dans la diffusion de « fausses informations », de « divagations paranoïaques », et de théories du complot,. Le rédacteur en chef d'InfoWars est Paul Joseph Watson, qui participe parfois à l'Alex Jones Show.
Les attentats du 11 septembre 2001, qui donnent lieu à de multiples théories du complot, constituent pour lui une occasion de développer son audience.

Logo InfoWars.

En 2010, il emploie quinze personnes dans son quartier général de 700 m2, qui dispose d'un studio de radio et d'un équipement de montage vidéo de pointe. En 2015, sa chaîne InfoWars sur YouTube compte 1,7 million d’abonnés. En 2017, l'Alex Jones Show est diffusé aux États-Unis par le réseau de communications Genesis sur plus de 90 stations radio AM et FM aux États-Unis, y compris WWCR, une station de radio à ondes courtes. Le show du dimanche diffuse également sur KLBJ. En 2010, le programme attirait environ deux millions d'auditeurs chaque semaine.
D'après Conspiracy Watch, « ce n’est que depuis l’élection de Barack Obama que les idées de Jones sont vraiment sorties de leur ghetto conspirationniste pour toucher le cœur de l’électorat conservateur américain ».

## Modèle d'affaires
Les revenus d'Alex Jones proviennent essentiellement de son site conspirationniste InfoWars et de la vente de produits dérivés. En 2014, InfoWars rapporte 25 millions de dollars par an.
Sur son site InfoWars, Alex Jones fait régulièrement la promotion et la distribution de « produits de survie » pour se préparer à l'apocalypse et de compléments alimentaires dont il prétend qu'ils renforcent l'immunité ou améliorent la santé, tels le Super Male Vitality, qui stimulerait la testostérone, ou le Brain Force Plus, qui promet de « supercharger » les fonctions cognitives.
En avril 2020, lors de la pandémie de Covid-19, il fait la promotion d'agent colloïdal et d'un dentifrice censé protéger contre le Covid-19. Cela entraîne une injonction de la FDA lui ordonnant de cesser de tromper ainsi le public.
Le revenu annuel provenant de ce site était de vingt millions de dollars en 2014, mais seulement de dix millions de dollars en 2019, selon la journaliste Hélène Riffaudeau. Ainsi que le signale Russell Muirhead, l'influence d'InfoWars a en effet chuté lorsque Jones a été reconnu par les tribunaux et les grands réseaux sociaux comme « un menteur et un pourvoyeur de désinformation ». (Voir la section Controverses, ci-dessous.)
Toutefois, en janvier 2022, un article du Huffington Post révèle que, selon des documents déposés dans le cadre d'affaires judiciaires concernant Jones, son site InfoWars aurait enregistré un chiffre d'affaires cumulé de 165 millions de dollars de septembre 2015 à fin 2018.
En novembre 2024, InfoWars, alors en faillite, est racheté par le média satirique The Onion avec l'aide de plusieurs familles de victimes de la tuerie de Sandy Hook malgré l'opposition d'Alex Jones. Les réseaux sociaux, les archives et des centaines de noms de domaines liés à Infowars sont inclus dans cette vente aux enchères. Un juge de Houston met cependant le rachat en pause temporaire après les protestations d'Alex Jones.

## Positions politiques
Soutien du candidat républicain libertarien Ron Paul, il est un militant actif dans le mouvement Tea Party et End The Fed (pour l'abolition de la banque centrale américaine). Alex Jones est un fervent partisan du droit de porter des armes et possède une cinquantaine d'armes à feu. Il a déclaré dans un débat que « 1776 recommencerait si le Gouvernement tentait de nous enlever nos armes ».
Alex Jones se voit comme un « patriote américain amoureux de la liberté » et considère le communisme tel qu’il peut être pratiqué en Chine comme un prétexte justifiant l’esclavage. Jones évite d'opposer « progressistes contre conservateurs », il considère les deux camps comme étant différents spectres de la même menace ou comme « les deux faces d’une même pièce de monnaie », comme il le dit dans son monologue dans le film Waking Life.
Déclarant avoir reçu de nombreuses menaces de mort à cause de son engagement pour défendre la liberté, il dit s’être fait à l’idée d’être tué tout en ajoutant « j’ai une assurance décès » au cas où il lui arriverait quelque chose.
Peu après la fusillade de San Bernardino, qu'il juge « suspecte », il invite dans son émission Donald Trump, alors candidat aux primaires présidentielles du Parti républicain américain de 2016 et qui salue « l’incroyable réputation » de son hôte. En juillet 2016, il est l'un des orateurs du meeting de soutien de « droite extrême » à Donald Trump,.
En juillet 2016, à la suite de la Convention républicaine, Jones et Roger Stone commencent à planifier la défaite de Ted Cruz aux élections législatives de 2018 parce qu'il avait refusé d'appuyer la candidature de Donald Trump.

## Positions conspirationnistes
Alex Jones est connu pour soutenir diverses théories du complot, impliquant notamment le Nouvel Ordre mondial. Selon lui, certains éléments et membres du gouvernement des États-Unis d’Amérique s’efforcent d’affaiblir l’Amérique et sa souveraineté. Ces individus sont payés pour contrebalancer l’équilibre du pouvoir en faveur du continent européen, qui est lui-même sous l'autorité de la Banque mondiale et la supervision de banquiers partisans de la mondialisation. Il affirme que les mondialistes utilisent une variante de la dialectique de Hegel qu’il décrit comme « problème-réaction-solution » et qui tend à créer un sentiment d’insécurité au sein de la population dans le but de saper les droits civiques et d’imposer leur politique même au prix de vies innocentes,,.
Selon Pekka Kallioniemi, Alex Jones « a pratiquement couvert chaque théorie du complot connue de l'humanité ».

### Attentats du 11 septembre
Alex Jones participe activement aux théories du complot à propos des attentats du 11 septembre 2001 et se réfère fréquemment aux documents déclassés de l'opération Northwoods comme exemple de manipulation par le gouvernement fédéral. Il prétend que les attentats du 11 septembre 2001 sont l’un des plus spectaculaires exemples de cette manipulation menée par des éléments criminels au sein de l'État américain, affirmant qu'il y a « 98 % de chances qu’il s’agisse d’un bombardement contrôlé orchestré par le gouvernement ». Il accuse, par ailleurs, les principaux médias d'être manipulés à un tel point qu’ils ne peuvent plus jouer leur rôle de sentinelles de la société et qu’ils ne sont plus, au contraire, qu'un service de propagande pour l’establishment corrompu. Dans le mois qui suit le 11 septembre, ses prises de position lui valent l'arrêt de plus de 70 partenariats avec des stations de radio, sur une centaine au total. En revanche, il devient une figure publique et controversée.

### Réchauffement climatique
En 2009, lors du sommet de Copenhague, il affirme que les dirigeants ont un programme bien plus dangereux que Mao, Hitler ou Staline, et qu'ils cherchent à nous emprisonner et à nous tuer. Il considère le réchauffement climatique comme « un plan visant à contrôler l’économie mondiale via une taxe carbone imposée par la Banque mondiale ».

### Accusations de manipulation de l'environnement
Jones se fait le promoteur de la théorie des chemtrails : pour expliquer les traînées blanches laissées par les avions dans le ciel, il affirme que des substances chimiques seraient ajoutées au carburant des avions pour la manipulation du climat. Il ajoute que les scientifiques « peuvent tuer qui ils veulent sous prétexte de recherches ».
Il accuse son gouvernement « de créer à la demande des tornades, dont il peut se servir comme arme et qu'il aurait peut-être utilisées en 2013 dans l'Oklahoma pour tuer des douzaines d'individus ».
Il affirme également qu'il existerait un complot homosexuel visant à rendre les gens gay en versant des produits chimiques dans l'eau, déclarant « la majorité des grenouilles dans la plupart des zones des États-Unis sont désormais gay ».

### Immigrants violeurs
Le 17 mai 2017, il perd un procès qu'avait engagé l'entreprise de produits laitiers Chobani contre lui et son site InfoWars pour la publication d'articles et de vidéos diffamatoires dans lesquelles cette entreprise était accusée d'avoir fait venir des immigrants violeurs et que ces travailleurs étaient responsables d'un accroissement de 500 % des cas de tuberculose à Twin Falls. Le montant de l'indemnisation financière n'est pas dévoilé, mais Jones s'engage à retirer les articles et vidéos contestés de son site et déclare publiquement, alors qu'il avait affirmé quelques jours plus tôt qu'il ne ferait pas marche arrière, que les allégations dans ses articles et vidéos étaient fausses et exprime ses regrets pour « avoir décrit de façon fausse Chobani, ses employés et les habitants de Twin Falls ». C'est la deuxième fois, en l'espace de deux mois, qu'il est forcé de faire publiquement amende honorable. La précédente concernait l'affaire du Pizzagate, où il avait présenté ses excuses au propriétaire de la pizzeria faussement accusée d'abriter un réseau pédophile pour l'implication de son site dans la diffusion de rumeurs non fondées.

### Enfants esclaves sur Mars
En juin 2017, la NASA se voit contrainte de démentir l'affirmation faite par Robert David Steele lors d'une interview durant l'émission The Alex Jones Show selon laquelle « il y a, sur la planète Mars, une colonie habitée par des enfants esclaves. Ils y arrivent après un voyage de 20 ans dans l'espace. Et une fois sur place, ils n'ont plus d'autre choix que de devenir esclaves. » Après que Jones a abondé dans le sens de son invité, ce dernier ajoute que ces enfants n'ont pas seulement souffert de pédophilie, mais aussi qu'ils « sont assassinés en vue de récolter leur moelle osseuse et leurs organes ».

### Attaques contre des personnalités politiques
En août 2017, il prétend, sur son site InfoWars, que Michelle Obama aurait un pénis et serait, en réalité, une personne transgenre. Il soutient que Hillary Clinton et Barack Obama sont possédés par des démons.

### Fusillade de Las Vegas
Le jour même de la fusillade de Las Vegas survenue le 1er octobre 2017, il attribue la responsabilité de l'attentat à une alliance de musulmans, de bolcheviques et de démocrates agissant pour « l'État profond ».

### Tuerie de Sandy Hook et procédures contreInfoWars
Le 17 avril 2018, la presse américaine annonce que trois parents d'enfants morts lors de la tuerie de l'école primaire Sandy Hook, en décembre 2012, ont décidé de poursuivre Jones en diffamation pour avoir prétendu, pendant des années, qu'ils étaient des « acteurs de crise » engagés par le gouvernement et qu'aucun enfant ne serait mort au cours du massacre. Jones contre-attaque à l'été 2018 en invoquant, devant un tribunal du Texas, une loi locale destinée à protéger le droit à la libre expression de personnes « qu'on essaie de réduire au silence par de coûteuses procédures judiciaires » et leur réclame cent mille dollars de dommages et intérêts. Sa demande est toutefois rejetée par le juge. Pendant la suite du procès, il encourt plusieurs revers, les juges se prononçant à plusieurs reprises en faveur de requêtes déposées par les parents des victimes et auxquelles s'opposaient les avocats de Jones. Au cours d'une audition judiciaire en mai 2019 il finit par admettre que le massacre de Sandy Hook a bien eu lieu et attribue son attitude à une « psychose » qui lui aurait fait croire que « tout serait mis en scène ». En avril 2022 les familles des victimes introduisent une nouvelle plainte au Texas contre Jones, arguant que ce dernier, confronté à des décisions qui lui sont défavorables, chercherait à organiser son insolvabilité de façon à ne pas avoir à payer les dommages et intérêts auxquels la justice pourrait le condamner.
Dans une vidéo montrant un témoignage sous serment de Jones, ce dernier finit par reconnaître que le massacre de Sandy Hook n'était pas une mise en scène mais a bien eu lieu. Il attribue, en outre, son extrême défiance envers les informations au « traumatisme causé par les mensonges incessants des médias et des entreprises » et à une forme de psychose qu'il aurait subie pour cette raison.
En août 2022, il est condamné en première instance à payer 45,2 millions de dollars pour les seuls dommages et intérêts punitifs, pour avoir diffamé les parents de l'une des victimes, Jesse Lewis. En octobre 2022, il est condamné en première instance à payer environ un milliard de dollars de réparation pour diffamation et préjudice moral. En décembre 2024, la cour d'appel du Connecticut confirme le jugement.
En juin 2024, un juge ordonne la liquidation et la vente des biens personnels d'Alex Jones, avec l'ordre de distribuer le produit de ces ventes aux familles des victimes de la tuerie de l'école Sandy Hook. Le juge ne lui impose toutefois pas d’avoir à liquider InfoWars.

### Guerre civile en 2018
Début juillet 2018, il répète que les démocrates ont planifié le déclenchement d'une seconde guerre civile américaine pour le 4 juillet 2018. Interrogé le lendemain de cette date sur l'échec évident de sa prophétie, il s'en prend aux médias et affirme qu'il y a une guerre civile « froide ».

### Accusations contre Robert Mueller
Le 23 juillet 2018, il poste sur sa chaîne une vidéo dans laquelle il prétend que le procureur spécial Robert Mueller serait un pédophile et menace de le tuer après l'avoir provoqué en duel au pistolet, comme dans un western. Fin juillet 2018, son compte Facebook est suspendu pour une durée de trente jours pour avoir violé les standards de la communauté qui interdisent l'intimidation et les discours incitant à la haine.

### Théories antivaccination
Alex Jones est aussi connu pour son opposition aux vaccins et pour son soutien aux théories d'Andrew Wakefield sur l'origine de l'autisme. Au cours de la pandémie de Covid-19 il s'oppose à la vaccination et promeut des remèdes alternatifs pouvant présenter un danger pour la santé des consommateurs, comme l'argent colloïdal. En avril 2020, la FDA lui envoie un courrier dans lequel elle lui interdit de continuer à vendre sur son site web des produits contenant cette substance. En décembre 2021, après que Donald Trump a publiquement affirmé sa confiance dans la vaccination contre la Covid-19 dans une interview avec Candace Owens, Jones s'en prend violemment à Trump, déclarant notamment : « Soit vous êtes complètement ignorant de la soi-disant thérapie génique vaccinale que vous avez aidé à faire passer à toute vitesse avec l'opération Warp Speed, soit vous êtes l'homme le plus diabolique qui ait jamais existé pour pousser ce poison toxique dans le public et vous en prendre à vos électeurs alors qu'ils essaient simplement de sauver leur vie et celle des autres ». Il exhorte Trump à ne pas entrer dans l'histoire « comme Joseph Mengele 2.0 ».

## Controverses

### Controverse de juin 2017
En juin 2017, la journaliste Megyn Kelly déclenche une controverse en annonçant qu'elle diffusera, le 18 juin, une interview de Jones dans son émission Sunday Night with Megyn Kelly sur NBC News. Kelly se justifie en expliquant qu'elle trouve les propos de Jones sur le massacre de Sandy Hook « révoltants », mais que son but est « de faire la lumière — comme les journalistes sont censés le faire — sur cette figure d’influence, et oui, de débattre sur les mensonges considérables qu’il a proclamés avec une impunité presque intégrale ». Invoquant l'« effet de vérité illusoire », des psychologues font valoir qu'offrir ce type de tribune à Jones peut avoir pour effet que certains spectateurs pourraient finir par croire que ses mensonges ont une part de vérité.

### Avertissement de YouTube
En février 2018, à la suite de la publication d'une vidéo de Jones sur la fusillade de Parkland, présentant l'un des survivants de la fusillade comme un acteur, YouTube la supprime car contraire aux règles d'utilisation (vidéo considérée comme conspirationniste). YouTube adresse également un avertissement, premier niveau de sanction prévu par les règles d'utilisation de la plate-forme, à Alex Jones, qui s'emporte sur sa chaîne contre la direction du site.
Le 3 mars 2018, après que son compte a reçu un deuxième (et même un troisième, selon Jones lui-même) avertissement de YouTube, il se plaint de ce que YouTube veut supprimer les vidéos postées par InfoWars et accuse le SPLC d'être à la base de cette décision. Le même jour, un article de CNN explique que certaines des plus grandes marques et sociétés américaines s'étonnent de voir leurs publicités apparaître sur les vidéos publiées sur la chaîne YouTube d'InfoWars et interpellent YouTube sur les circonstances qui ont permis cela.

### Sanctions de YouTube, Apple et Facebook
Le 6 août 2018, YouTube, Apple et Facebook suppriment l'accès à ses podcasts et bannissent sa page officielle,. Quelques jours plus tard, Alex Jones est également banni de Vimeo, où il avait déplacé ses vidéos. Facebook suspend les quatre pages principales de Jones et justifie son action en accusant ces pages de « glorifier la violence » et « d'utiliser un langage déshumanisant pour décrire des personnes transgenres, musulmanes et immigrées ». Le porte-parole de Facebook précise que bien que Jones soit connu pour répandre des théories complotistes sur des événements comme les attentats du 11 septembre 2001 ou le massacre de Sandy Hook, il ne s'agit pas là des raisons de son éviction du site. Trois jours plus tard, Twitter admet pour sa part que Jones a violé les règles du site mais ne prendra pas de sanction contre lui.
Le 13 août 2018 c'est au tour de Vimeo de supprimer une cinquantaine de vidéos postées par Jones sur le support au cours de la semaine précédente et de lui signifier son exclusion de la plate-forme pour « violation des règles interdisant la diffusion de contenu discriminatoire ou haineux ». Le porte parole ajoute que Vimeo a remboursé Jones en expliquant que la société ne « souhaite en aucune manière tirer profit de contenus de cette nature ». Le lendemain, Twitter bannit Jones pour une semaine après que ce dernier eut posté sur la plate-forme une vidéo où il « appelle les Américains à se tenir prêts à prendre les armes contre certains groupes, parmi lesquels les médias ». Le 5 septembre 2018, Twitter annonce la fermeture définitive des comptes d'Alex Jones pour violation de son règlement interne,. Le 7 septembre 2018, Apple confirme avoir définitivement banni de son magasin en ligne l'application permettant de voir les podcasts du site InfoWars.
Will Sommer, sur le site The Daily Beast, écrit que les sanctions infligées par YouTube et les autres plates-formes de diffusion de vidéos auraient provoqué une baisse considérable de l'audience de Jones, forçant ce dernier à se tourner vers des diffuseurs moins populaires (notamment le site Gab.ai, réseau social similaire à Twitter et fréquenté par des militants d'extrême droite) et à se replier sur son site InfoWars.
Le 2 mai 2019, Facebook clôture le compte d'Alex Jones et six autres comptes au contenu « haineux ». Le 10 décembre 2023, la suspension du compte d'InfoWars sur X (ex-Twitter) est annulée, après un sondage lancé par Elon Musk à ses abonnés. Il a depuis migré sur Rumble.

## Filmographie

### Films
| Année | Film | Notes                        |
| ----- | --- | ---------------------------- |
| 1998  | America: Destroyed by Design Traduction possible : L'Amérique détruite à dessein.                                                                              |                              |
| 1999  | Police State 2000 : L'État Policier. |                              |
| 2000  | America Wake Up or Waco : Amérique réveille-toi ! Waco |                              |
| 2000  | The Best of Alex Jones |                              |
| 2000  | Dark Secrets Inside Bohemian Grove : Sombres Secrets | Producteur, metteur en scène |
| 2000  | Police State II: The Takeover : L'État Policier. La Prise du pouvoir.                                                                                          |                              |
| 2001  | Comprehensive Annual Financial Reports: Exposed : Rapport financier annuel global.                                                                             |                              |
| 2002  | 911: The Road to Tyranny : La voie vers la tyrannie | Producteur, metteur en scène |
| 2002  | The Masters of Terror: Exposed : Les maîtres de la terreur. |                              |
| 2003  | Matrix of Evil : La matrice du Mal |                              |
| 2003  | Police State 3: Total Enslavement : L'État Policier. L'asservissement total.                                                                                   |                              |
| 2004  | American Dictators: Documenting the Staged Election of 2004 : Les dictateurs américains. L'élection de 2004.                                                   | Producteur, metteur en scène |
| 2005  | Martial Law 9-11: Rise of the Police State : La montée en force de l'État policier.                                                                            | Producteur, metteur en scène |
| 2005  | The Order of Death : L'ordre de la mort. |                              |
| 2006  | TerrorStorm: A History of Government-Sponsored Terrorism : Tempête de terreur. Histoire du terrorisme sponsorisé par l'État.                                   | Producteur, metteur en scène |
| 2007  | Endgame (en) : Fin de Jeu. Modèle d'asservissement global. | Producteur, metteur en scène |
| 2007  | Endgame 1.5 : Fin de Jeu. |                              |
| 2007  | TerrorStorm: A History of Government-Sponsored Terrorism - Second Edition : Tempête de terreur. Histoire du terrorisme sponsorisé par l'État. Seconde Édition. |                              |
| 2007  | Loose Change: Final Cut par Dylan Avery: Changement mou. Touche finale.                                                                                        | Producteur exécutif          |
| 2008  | The 9/11 Chronicles: Part 1, Truth Rising : Chroniques. La montée en puissance de la vérité.                                                                   |                              |
| 2008  | Fabled Enemies : Ennemis imaginaires. par Jason Bermas | Producteur                   |
| 2009  | DVD Arsenal: The Alex Jones Show Vols. 1—3 |                              |
| 2009  | The Obama Deception: The Mask Comes Off : Obama, une mystification. Les masques tombent.                                                                       | Producteur, metteur en scène |
| 2009  | Fall of the Republic: Vol. 1, The Presidency of Barack H. Obama : Chute de la République : La Présidence Obama.                                                | Producteur, metteur en scène |
| 2009  | Reflections and Warnings: An Interview with Aaron Russo : Réflexions et Avertissements. Interview.                                                             |                              |
| 2010  | Police State IV: The Rise Of FEMA : L'État Policier. La montée du FEMA.                                                                                        |                              |
| 2010  | Invisible Empire: A New World Order Defined : L'Empire Invisible. Description du nouvel ordre mondial. par Jason Bermas                                        | Producteur                   |
| 2010  | The Fall of America and the Western World : La chute de l'Amérique et du Monde Occidental. par Brian Kraft                                                     | Featured                     |
| 2012  | New World Order: Blueprint of Madmen |                              |

### Comme acteur
- 2001 : Waking Life de Richard Linklater : Homme en voiture avec porte-voix (voix)
- 2006 : A Scanner Darkly : Manifestant en état d'arrestation

### Comme producteur
- 2000 : Dark Secrets: Inside Bohemian Grove (DVD)